# 世界都市iLOOK
iLOOK（又名：世界都市）杂志是一本焦点对准中国本土设计师的时尚杂志。
该杂志1996年在纽约创刊。洪晃在1999年底接手，当时在同类杂志中并无特别之处，更无法与国际上的品牌杂志对抗。2015年，杂志停刊。